# Karel Dujardin
Karel Dujardin (27 de setembro de 1626 - 20 de novembro de 1678) foi um pintor holandês do Século de Ouro dos Países Baixos. Embora tenha feito alguns retratos e algumas pinturas históricas de temas religiosos, a maior parte de seu trabalho são pequenas cenas de paisagens italianas com animais e camponeses e outras cenas de gênero. Dujardin passou dois longos períodos, no início e no final de sua carreira, na Itália, e a maioria de suas pinturas e gravuras de paisagens tem um cenário italiano ou italianizado.
Karel Dujardin foi um pintor e gravurista holandês, nascido em Amsterdã em 1626. Entre suas pinturas de paisagens, destaca-se Farm Animals in the Shade of a Tree (Animais de fazenda à sombra de uma árvore) (1656; National Gallery, Londres). Ele morreu em Veneza em 1678.
Depois de um suposto treinamento com Nicolaes Berchem, o jovem,  Dujardin foi para a Itália e se juntou ao grupo de pintores Bentvueghels em Roma, entre os quais era conhecido como Barba di Becco, barba de bode, ou Bokkebaart. Foi lá que ele obteve seus primeiros sucessos artísticos.
Entre seus alunos estavam Jacob II, filho de Jacob van der Does, Martinus Laeckman e Erick van den Weerelt.

## Obras

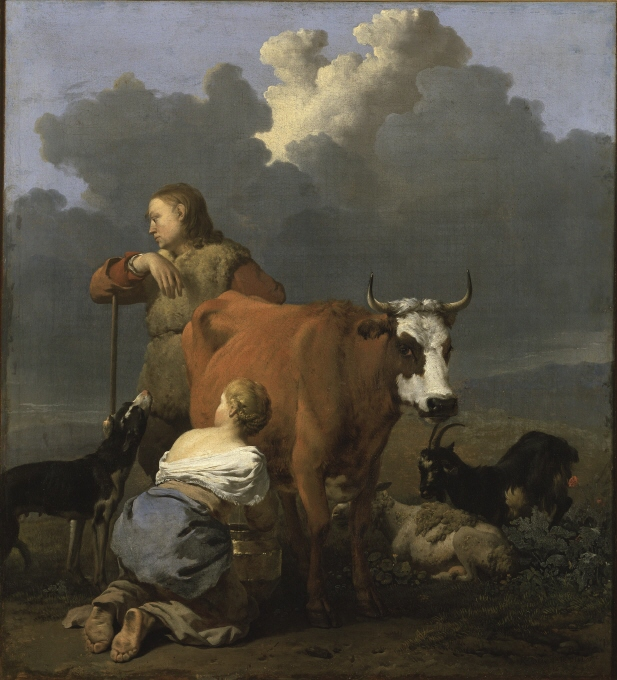
Mulher Tirando Leite de uma Vaca Vermelha, óleo em tela.
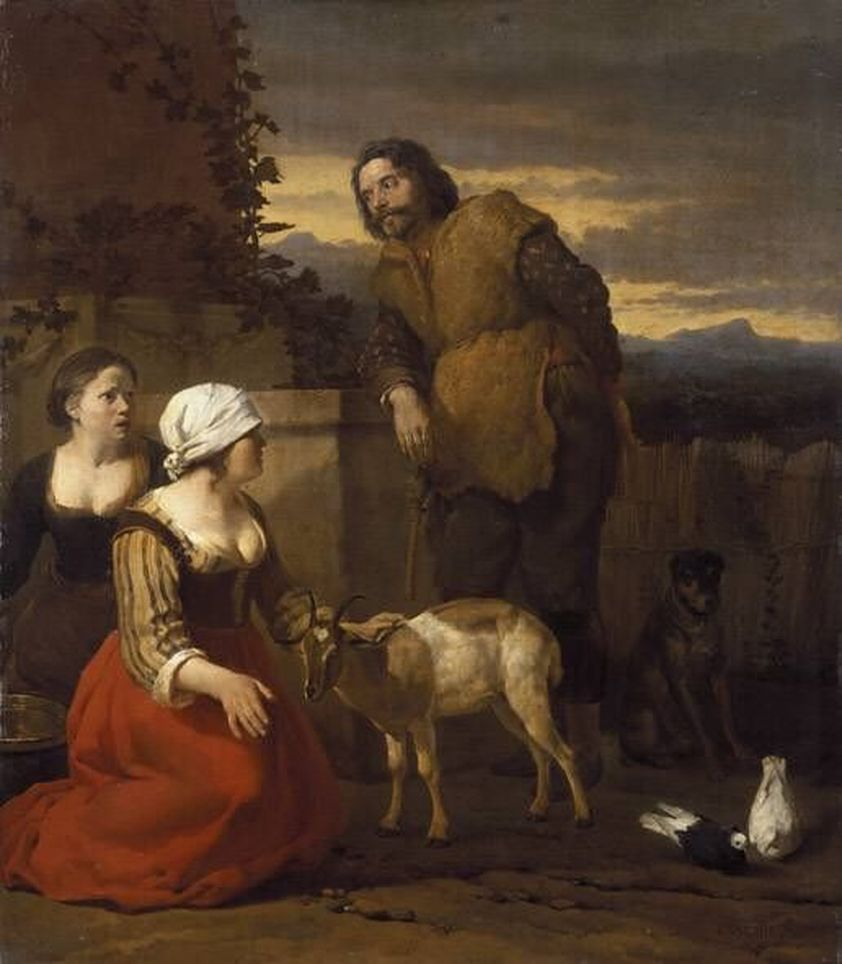
O Menino Doente
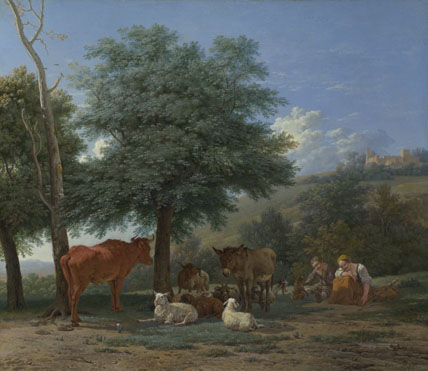
Animais da Fazenda à Sombra de uma Árvore, 1656, London, National Gallery.
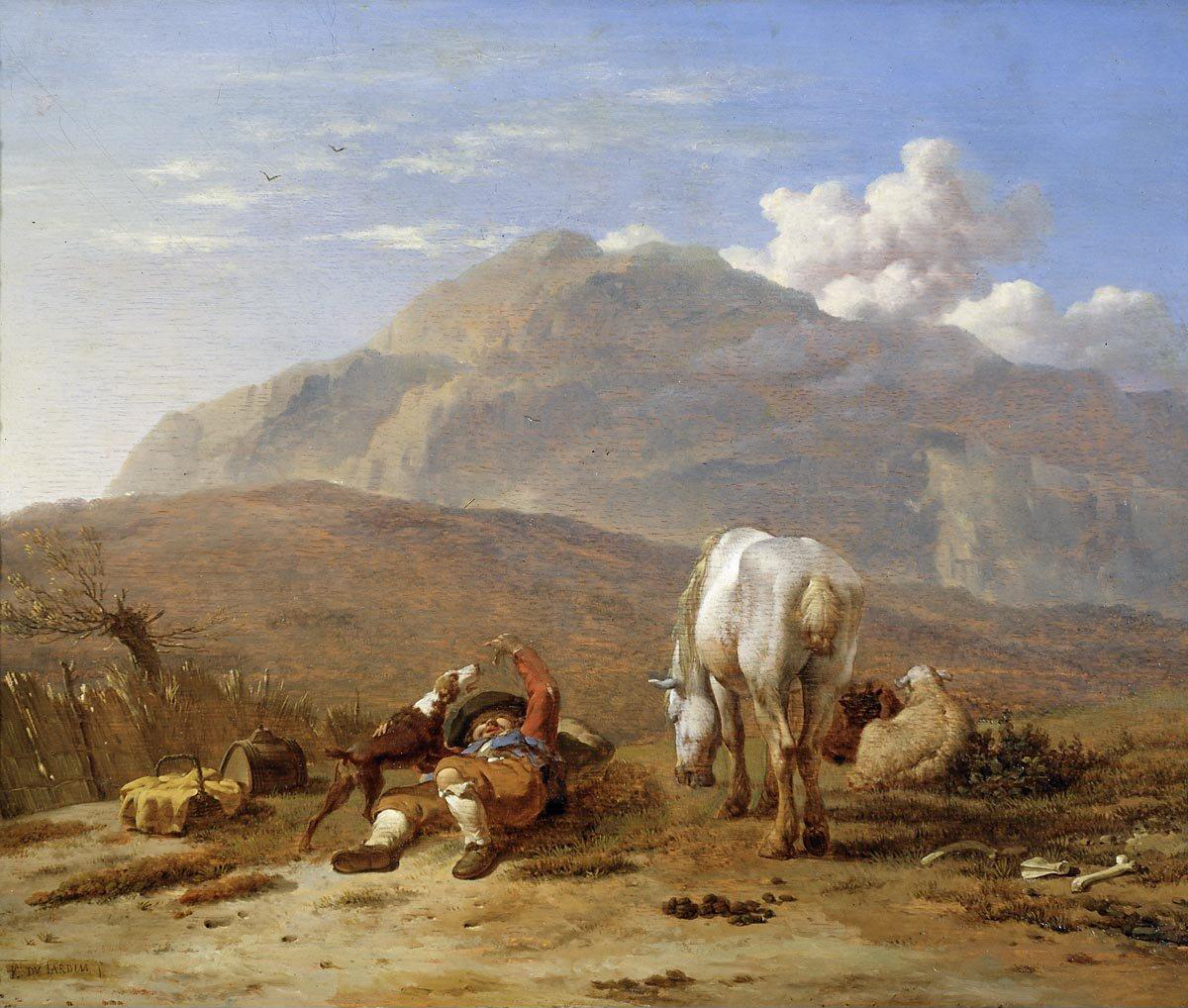
O Pastor
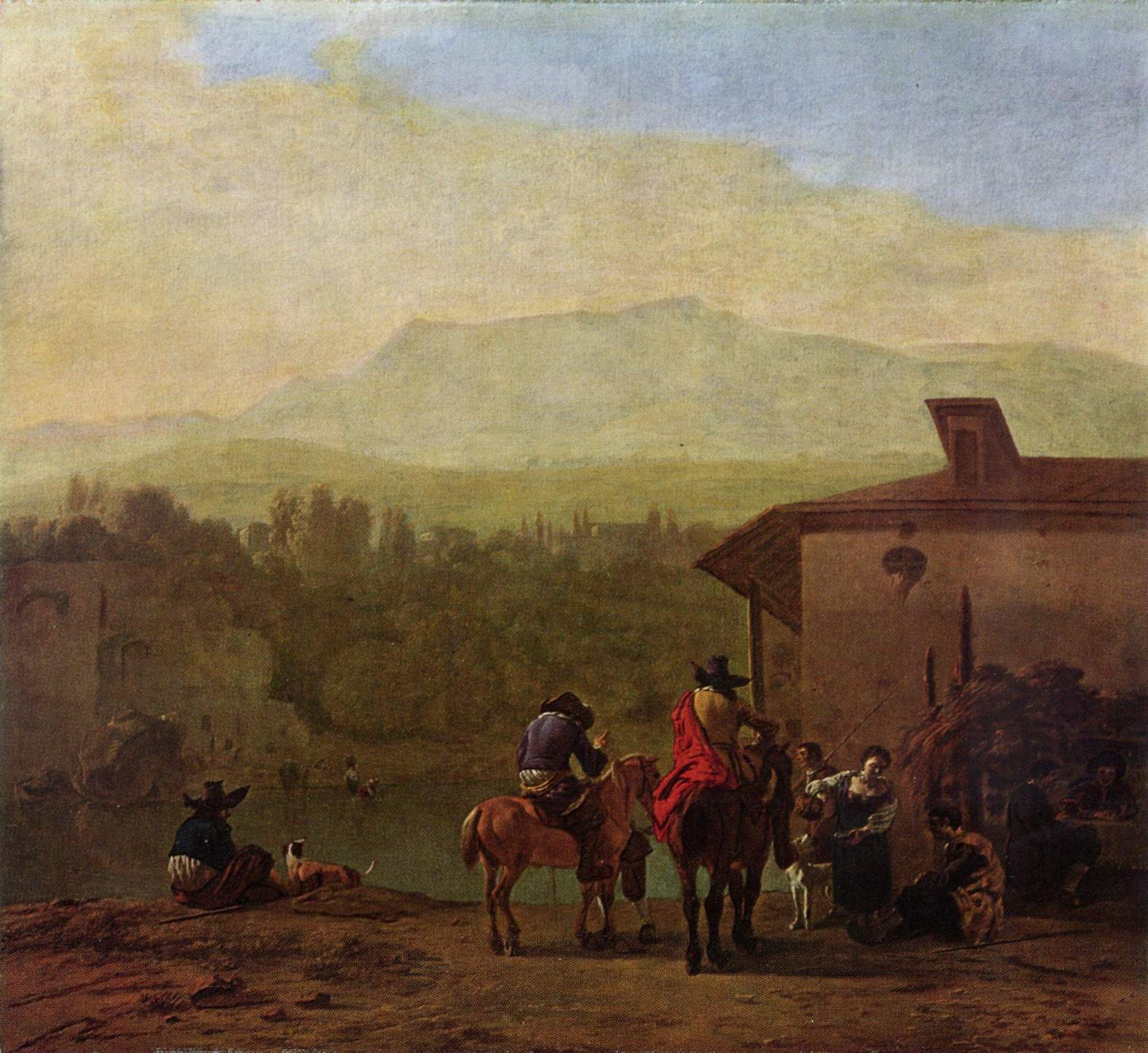
Descanso em uma Taberna Italiana
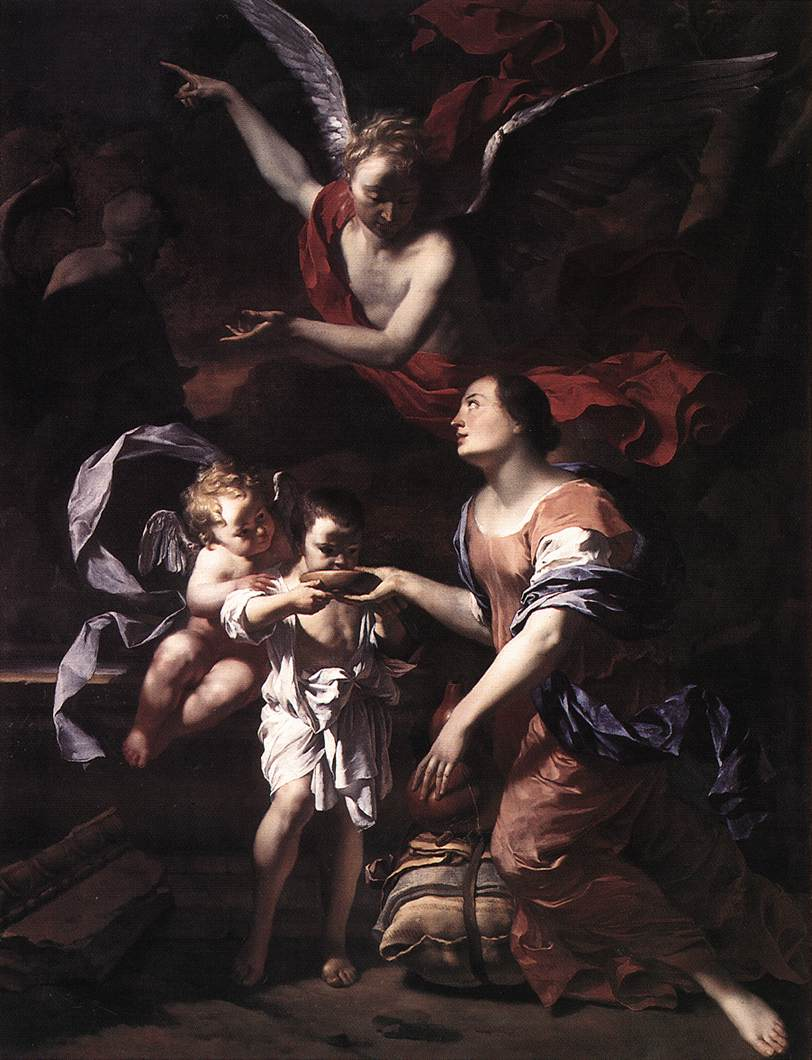
Agar and Ismael na Natureza
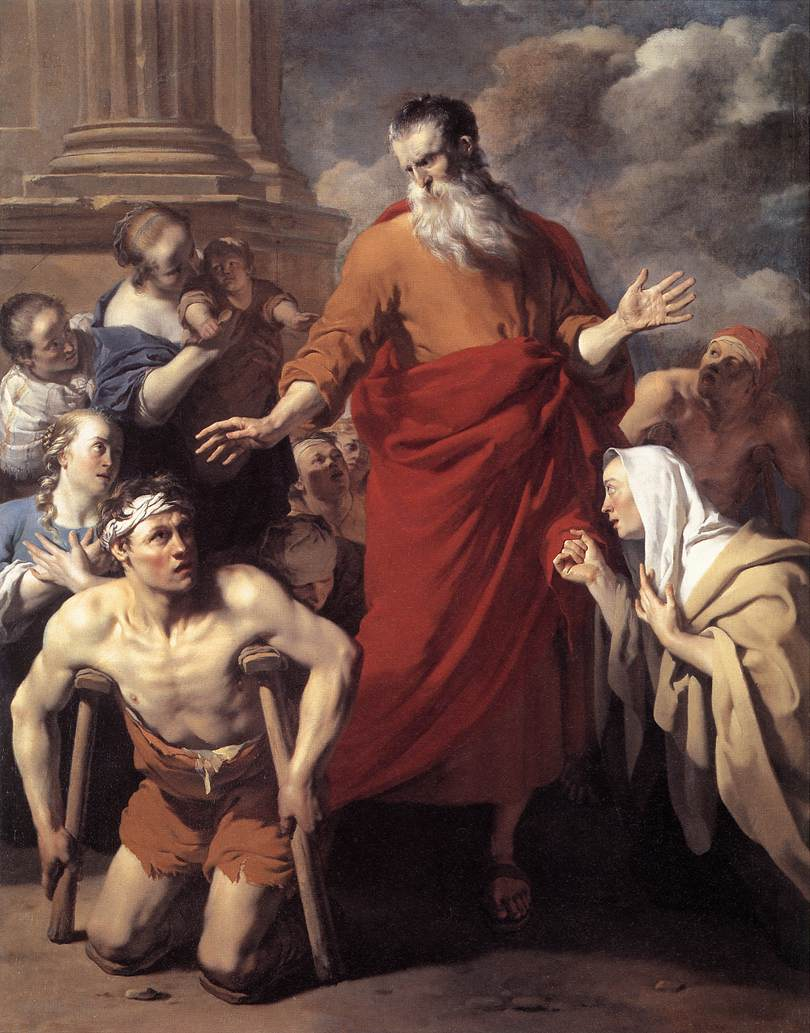
São Paulo curando um aleijado em Listra
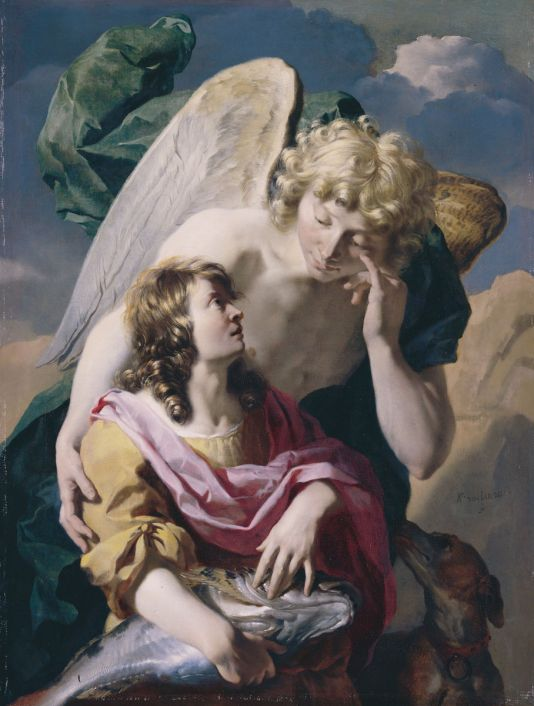
Tobias e o Anjo
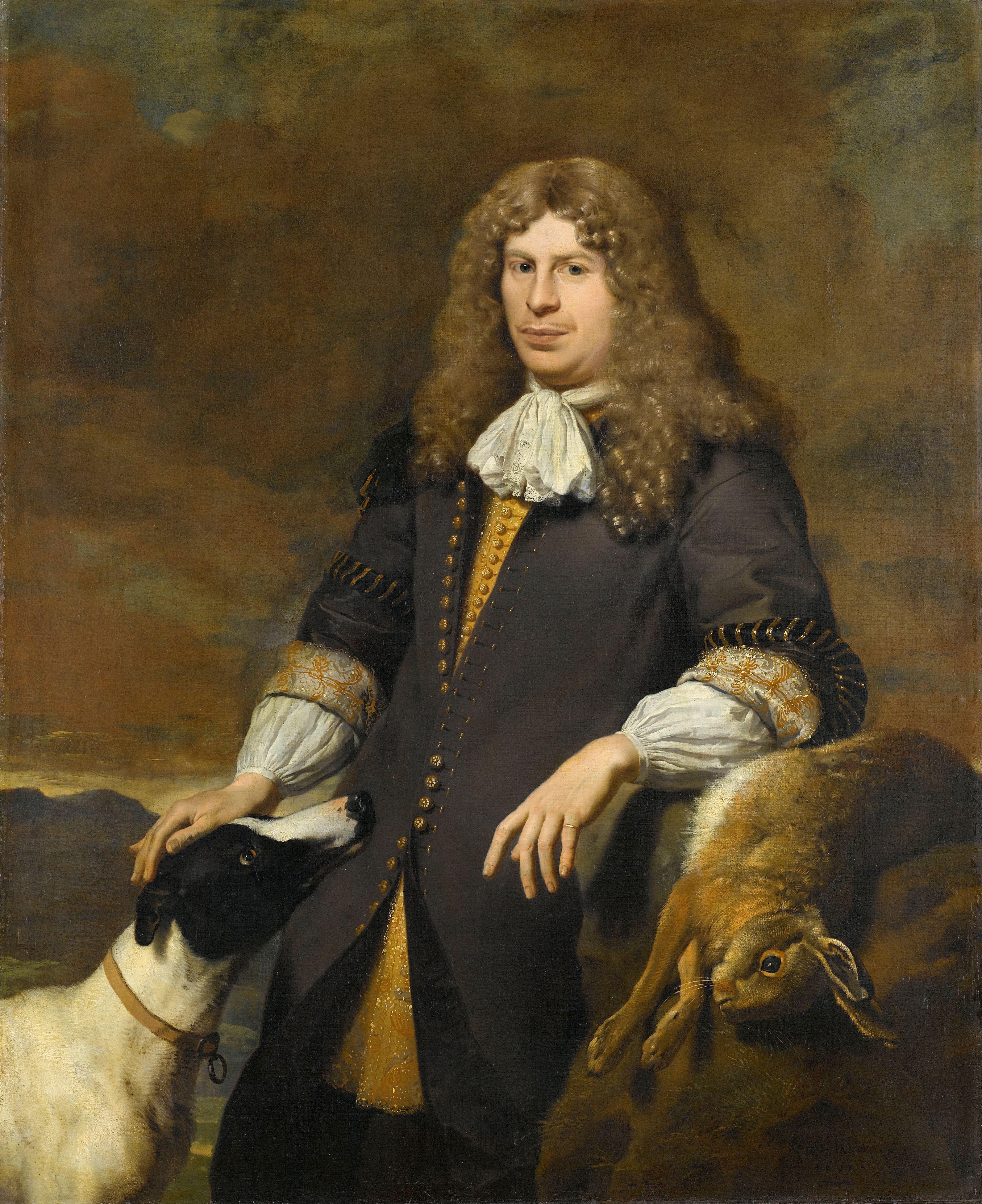
Jacob de Graeff, 1670